# 서원 철폐
서원 철폐(書院 撤廢)는 조선 시대 말기 서원의 오랜 적폐(積弊)를 제거하기 위해 1871년에 흥선대원군 이하응(興宣大院君 李昰應)이 영의정 김병학(領議政 金炳學)과 야합하여 대대적으로 서원을 정리한 사건이다. 그리하여 조선 전국에 서원을 47개소만 남기고 통·폐합하였다. 비사액서원을 우선적으로 정리를 하였고, 아무리 사액서원이라도 첩설된 것과 불법을 횡행하는 서원은 가차없이 모두 철폐되었다.

## 개요
조선은 건국 초부터 유교 중심 정책을 취하여 전국 각지에 많은 서원이 생겼다. 이러한 서원은 지방에 있어서 남설되었을 뿐만 아니라 일종의 특권적인 것이 되어 전지(田地)와 노비를 점유, 면세·면역의 특전을 향유하면서 당론의 소굴이 되었다. 유생은 향교보다도 서원에 들어가 붕당에 골몰하였고, 심지어는 서원을 근거로 양민을 토색하는 폐단이 심하였다. 이리하여 역대 제왕들은 여러 차례 서원의 정비를 꾀하였으나 성과를 거두지 못했다.
흥선대원군은 집정 초기부터 서원의 비행과불법을 낱낱이 적발케 하는 동시에 사설(私設)과 남설을 엄금하라고 지시했다. 1865년(고종 2) 노론의 정신적 지주 역할을 하던 만동묘를 철폐케 하였으며, 1868년(고종 5)에는 영의정 김병학과 야합 및 의기상투하여 면세와 면천으로 조정의 재정에 부담을 주는 사원을 일제히 정리하고, 비사액 서원도 우선적으로 철폐하였다. 1870년(고종 7)에는 사액 서원 중에서도 붕당을 만들어 백성을 해치는 일을 조사하여 일부를 철폐하였다.
흥선대원군 이하응(興宣大院君 李昰應)과 영의정 김병학(領議政 金炳學)은 1871년(고종 8) 음력 3월 20일을 기하여 문묘(文廟)에 종사된 여러 어진 선비들과 충성과 절개, 큰 의리를 남달리 뛰어나게 지킨 사람으로서 영원히 높이 모시는 데 실지로 부합되는 전국의 47개 서원을 제외하고 모두 철폐하였다.

## 배경
조선 후기에 접어들면서 동일한 사람의 서원을 여러 곳에 배향하여 짓는 첩설이 횡행하였고, 결국 면역의 특권을 이용해 군정(軍政)을 회피하고, 면세의 특권을 이용해 세금을 회피하는 일이 많았다. 또한 처음에는 고을의 수령이 서원의 원장이 되어 제사를 주관하였지만, 점차 직계 후손들이 그러한 일을 맡아서 함으로써 학파를 형성하며 붕당을 이루어 당쟁의 근거지로 작용하였다. 이러한 경향은 조선 후기에 들어 그 폐단이 더 심화되었다.

### 군역 회피
조선 후기에 들어 사대부의 묘지가 있는 마을, 고을의 계방(契防), 향교와 서원의 보솔(保率)은 그곳 세력에 기대어 들어가서 군역(軍役)을 면제받는 중요한 도피처가 되어 버렸다. 따라서 서원과 향교는 그 폐단을 부추기는 근거지라는 오명을 피하지 못하였다.

### 탈세
사설과 첩설의 문제 뿐만 아니라 사액서원에는 전결 3결을 내렸는데, 모자란 것을 민결로 채우거나, 서원의 원생이나 세금이 면제되는 보솔들도 허가된 것보다 더 많이 보유를 하여 세금을 탈세를 하였다. 사액서원이 아닌 사설 사원이나 향교 등도 허가 받지 않은 보솔들을 보유하여 탈세를 저질렀다.

### 첩설과 사설
이러한 첩설의 폐단은 영조 때도 횡행하여, 1727년(영조 3년) 음력 12월 11일에는 삼남에 어사를 파견하여 증축한 서원을 조사하고 한 사람에 대해서도 여러 개 첩설한 서원에 대해서 모두 훼철하라고 명하였다.
1864년 8월 28일(고종 1년 음력 7월 27일)에는 이미 사사로이 세운 서원에 대해서는 철폐 명령을 내렸고, 1871년 4월 28일(고종 8년 음력 3월 9일) 한 사람은 한 서원에 배향한다는 원칙을 세우고, 그 외의 중첩되는 서원은 철폐를 하게 된다. 사액서원이라고 할지라도 중복되는 것은 신주를 모신 서원을 제외하고는 모두 철폐하였다.

### 붕당
1870년 10월 4일(고종 7년 음력 9월 10일) 처음에 사액서원은 고을의 수령이 원장이 되어 주관함으로써 제사를 지냈으나, 점점 후대로 내려오면서 직계 후손들이 주관을 하며, 붕당을 만들어 백성들에게도 위세를 부리고, 폐를 끼치게 되었다. 흥선대원군은 사액서원이라고 할지라도 이러한 서원들을 조사하여 서원을 헐고, 신주를 묻어 버리게 하였다.

## 서원철폐령
흥선대원군은 유교에 대해 적대적인 태도를 보이지는 않았지만, 국가 재정과 군역, 당쟁의 폐단이 서원이라고 생각하고 집권 직후부터 서원에 대한 개혁을 지속하였다. 마침내 1871년 5월 9일(고종 8년 음력 3월 20일) 흥선대원군은 지방 곳곳에 양반의 근거지로 남설(濫設)된 서원의 오랜 적폐(積弊)를 제거하기 위해 서원에 대해 일대 정리 명령을 내렸다. 이를 서원철폐령(書院撤廢令)이라고 부른다.

## 결과
1871년 5월 9일(고종 8년 음력 3월 20일) 서원철폐령으로 47개의 서원을 제외한 수백여 개의 서원이 훼철되었다. 이 서원철폐령을 취소해 달라는 전국 유림들의 집단 상경집회가 있었으나, 이때마다 대원군은 유림들의 집회를 강제 진압하고, 유림들을 노량진 밖으로 축출하여, 유학자들의 반발을 초래하였다.
서원철폐령에도 불구하고 존치된 서원은 다음과 같다.

### 도학서원
| 서원명              | 모신 사람 (또는 사주(祀主))  | 당시 소재지       | 현주소                          | 건립년          | 사액년          | 비고                                                                                    |
| ------------------- | ---------------------------- | ----------------- | ------------------------------- | --------------- | --------------- | --------------------------------------------------------------------------------------- |
| 서악서원(西嶽書院)  | 홍유후 설총(弘儒候 薛聰)     | 경상도 경주       | 경상북도 경주시 서악동          | 1561년          | 1623년          | 처음에는 김유신을 모시다가, 뒤에 설총과 최치원을 더하여 모셨다.                         |
| 무성서원(武城書院)  | 문창후 최치원(文昌侯 崔致遠) | 전라도 태인(泰仁) | 전라북도 정읍시 칠보면 무성리   | 1615년 (태산사) | 1696년          | 1484년 (선현사)                                                                         |
| 소수서원(紹修書院)  | 문성공 안향(文成公 安珦)     | 경상도 순흥       | 경상북도 영주시 순흥면          | 1543년          | 1550년          | 최초의 사액서원                                                                         |
| 숭양서원(崇陽書院)  | 문충공 정몽주(文忠公 鄭夢周) | 경기도 개성       | 개성시 선죽동                   | 1573년          | 1575년          | 정몽주가 살던 집터에 지어졌다.                                                          |
| 도동서원(道東書院)  | 문경공 김굉필(文敬公 金宏弼) | 경상도 현풍(玄風) | 대구광역시 달성군 구지면 도동리 | 1605년          | 1607년          |                                                                                         |
| 남계서원(藍溪書院)  | 문헌공 정여창(文獻公 鄭汝昌) | 경상도 함양       | 경상남도 함양군 수동면          | 1552년          | 1566년          |                                                                                         |
| 심곡서원(深谷書院)  | 문정공 조광조(文正公 趙光祖) | 경기도 용인       | 경기도 용인시 수지구 상현동     | 1650년          | 1650년          |                                                                                         |
| 옥산서원(玉山書院)  | 문원공 이언적(文元公 李彦迪) | 경상도 경주       | 경상북도 경주시 안강읍 옥산리   | 1573년          | 1574년          |                                                                                         |
| 도산서원(陶山書院)  | 문순공 이황(文純公 李滉)     | 경상도 예안(禮安) | 경상북도 안동시 도산면 퇴계리   | 1574년          | 1575년          |                                                                                         |
| 필암서원(筆巖書院)  | 문정공 김인후(文正公 金麟厚) | 전라도 장성       | 전라남도 장성군 황룡면 필암리   | 1590년          | 1659년          |                                                                                         |
| 문회서원(文會書院)  | 문성공 이이(文成公 李珥)     | 황해도 배천(白川) | 황해남도 배천군                 | 조선 중기       | 1568년          |                                                                                         |
| 파산서원(坡山書院)  | 문간공 성혼(文簡公 成渾)     | 경기도 파주       | 경기도 파주시 파평면            | 1568년          | 1650년          |                                                                                         |
| 돈암서원(遯巖書院)  | 문원공 김장생(文元公 金長生) | 충청도 연산       | 충청남도 논산시 연산면          | 1634년          | 1660년          |                                                                                         |
| 여주 강한사(江漢祠) | 문정공 송시열(文正公 宋時烈) | 경기도 여주       | 경기도 여주군 여주읍            | 1785년          | 1785년 (대로사) | 원래 이름은 대로사(大老祠)이나, 서원철폐령이 내려질 때는 강한사로 이름이 바뀌어 있었다. |
| 흥암서원(興巖書院)  | 문정공 송준길(文正公 宋浚吉) | 경상도 상주       | 경상북도 상주시 연원동          | 1702년          | 1705년          |                                                                                         |
| 봉양서원(鳳陽書院)  | 문순공 박세채(文純公 朴世采) | 황해도 장연       | 황해남도 장연군                 | 1695년          | 1696년          |                                                                                         |

### 충렬서원 및 사우
| 서원명              | 모신 사람 (또는 사주(祀主))              | 당시 소재지       | 현주소                              | 건립년          | 사액년                           | 비고 |
| ------------------- | ---------------------------------------- | ----------------- | ----------------------------------- | --------------- | -------------------------------- | --- |
| 강화 충렬사(忠烈祠) | 문충공 김상용(文忠公 金尙容)             | 경기도 강화       | 인천광역시 강화군 선원면            | 1642년 (현렬사) | 1658년 (충렬사)                  | 현렬사(顯烈祠)로 부르다가 1658년 충렬사(忠烈祠)라는 이름으로 사액을 받았다.                                                                       |
| 광주 현절사(顯節祠) | 삼학사 및 문정공 김상헌(文正公 金尙憲)   | 경기도 광주       | 경기도 광주시 중부면                | 1688년          | 1693년                           | 윤집·오달제·홍익한 |
| 우저서원(牛渚書院)  | 문렬공 조헌(文烈公 趙憲)                 | 경기도 김포       | 경기도 김포시 감정동                | 1648년          | 1675년                           | |
| 용연서원(龍淵書院)  | 문익공 이덕형(文翼公 李德馨)             | 경기도 포천       | 경기도 포천시 신북면                | 1691년          | 1692년                           | |
| 사충서원(四忠書院)  | 김창집·이이명·이건명·조태채              | 경기도 과천       | 경기도 하남시 상산곡동              | 1725년          | 1725년                           | 신임옥사 4충신. 1968년 현 위치로 옮김. |
| 덕봉서원(德峰書院)  | 충정공 오두인(忠貞公 吳斗寅)             | 경기도 양성(陽城) | 경기도 안성시 양성면 덕봉리         | 1695년          | 1695년                           | |
| 노강서원(鷺江書院)  | 문렬공 박태보(文烈公 朴泰輔)             | 경기도 과천       | 경기도 의정부시 장암동              | 1695년          | 1697년, 1791년                   | 박태보가 죽은 노량진에 충렬사(忠烈祠)로 창건되어 사액을 받은 뒤, 노강서원으로 승격된 해에 다시 사액을 받았다. 1969년 현재 위치로 옮겨 복원하였다. |
| 고양 기공사(紀功祠) | 충장공 권율(忠莊公 權慄)                 | 경기도 고양       | 경기도 고양시 덕양구 행주산성 내    | 1841년          | 1841년                           | 나중에 이름이 충장사(忠莊祠)로 바뀌었다. |
| 홍산 창렬사(彰烈祠) | 문정공 윤집(文貞公 尹集)을 비롯한 삼학사 | 충청도 홍산(鴻山) | 충청남도 부여군 구룡면              | 1717년          | 1721년                           | 창렬서원(彰烈書院)이라고도 부른다. |
| 청주 표충사(表忠祠) | 충민공 이봉상(忠愍公 李鳳祥)             | 충청도 청주       | 충청북도 청주시 상당구 수동         | 1731년          | 1736년                           | 남연년(南延年)과 홍림(洪霖)도 함께 모시면서 삼충사(三忠祠)로 불리다가 표충사라는 사액을 받았다.                                                   |
| 노강서원(魯岡書院)  | 문정공 윤황(文貞公 尹煌)                 | 충청도 노성(魯城) | 충청남도 논산시 광석면              | 1675년          | 1682년                           | |
| 충주 충렬사(忠烈祠) | 충민공 임경업(忠愍公 林慶業)             | 충청도 충주       | 충청북도 충주시 단월동              | 1679년          | 1727년                           | |
| 광주 포충사(褒忠祠) | 충렬공 고경명(忠烈公 高敬命)             | 전라도 광주       | 광주광역시 남구 원산동              | 1601년          | 1603년                           | 고경명의 아들 고종후(高從厚)·고인후(高因厚)와 유팽로(柳彭老)·안영(安瑛)을 함께 배향한다.                                                          |
| 금오서원(金烏書院)  | 충절공 길재(忠節公 吉再)                 | 경상도 선산(善山) | 경상북도 구미시 선산읍              | 1570년          | 1575년                           | |
| 옥동서원(玉洞書院)  | 익성공 황희(翼成公 黃喜)                 | 경상도 상주       | 경상북도 상주시 모동면              | 1518년          | 1789년                           | 그밖에 황맹헌(黃孟獻), 황효헌(黃孝獻), 황뉴(黃紐)를 배향하고 있다.                                                                                |
| 병산서원(屛山書院)  | 문충공 류성룡(文忠公 柳成龍)             | 경상도 안동       | 경상북도 안동시 풍천면 병산리       | 1614년          | 1863년                           | 고려 말기 풍산현에 세운 풍악서당(豊岳書堂)을 1572년 류성룡이 현재 위치로 옮겼고, 1614년 병산서원으로 바뀌었다.                                    |
| 동래 충렬사(忠烈祠) | 충렬공 송상현(忠烈公 宋象賢)             | 경상도 동래       | 부산광역시 동래구 안락동            | 1605년          | 1624년                           | 안락서원(安樂書院)으로도 불린다. |
| 진주 창열사(彰烈祠) | 문렬공 김천일(文烈公 金千鎰) 외 38인     | 경상도 진주       | 경상남도 진주시 진주성 내           | 1595년          | 1607년                           | 1868년(고종 5년)부터 김시민도 함께 배향한다. |
| 고성 충렬사(忠烈祠) | 충무공 이순신(忠武公 李舜臣)             | 경상도 고성       | 경상남도 통영시 명정동              | 1606년          | 1663년                           | |
| 거창 포충사(褒忠祠) | 충강공 이술원(忠剛公 李述原)             | 경상도 거창       | 경상남도 거창군 웅양면              | 1737년          | 1768년                           | |
| 창절서원(彰節書院)  | 사육신 6인 외 3인 배향                   | 강원도 영월       | 강원특별자치도 영월군 영월읍 영흥리 | 1685년          | 1699년                           | 생육신 위패도 함께 모셨다. |
| 철원 포충사(褒忠祠) | 충무공 김응하(忠武公 金應河)             | 강원도 철원       | 강원특별자치도 철원군 철원읍        | 1665년          | 1668년                           | |
| 충렬서원(忠烈書院)  | 충렬공 홍명구(忠烈公 洪命耉)             | 강원도 김화       | 강원특별자치도 철원군 김화읍        | 1650년 (충렬사) | 1652년 (의열사)                  | 충렬사(忠烈祠)·의열사(義烈祠)라고도 부르며, 한국전쟁 때 불타 없어졌다. 현재 철원 충렬사지(鐵原忠烈祠址)라는 사적으로 지정되었다.                  |
| 평산 태사사(太師祠) | 신숭겸, 유검필, 복지겸, 배현경           | 황해도 평산       | 황해북도 평산군 산성리 태백산성 내  | 고려 초기       | 1796년 (삼태사사)                | 한국전쟁 때 파괴되어 비석만 남아 있다. |
| 해주 청성묘(淸聖廟) | 백이숙제(伯夷叔齊)                       | 황해도 해주       | 황해남도 해주시                     | 1687년          | 1701년                           | 원래 이름은 이제묘(夷齊廟)이며, 청성사(淸聖祠)라고도 부른다.                                                                                      |
| 노덕서원(老德書院)  | 문충공 이항복(文忠公 李恒福)             | 함경도 북청       | 함경남도 북청군 북청읍              | 1627년          | 1687년                           | |
| 영유 삼충사(三忠祠) | 제갈량·악비(岳飛)·문천상(文天祥)         | 평안도 영유(永柔) | 평안남도 평원군                     | 1603년 (와룡사) | 1661년 (와룡사), 1750년 (삼충사) | |
| 안주 충민사(忠愍祠) | 충장공 남이흥(忠蔣公 南以興)             | 평안도 안주       | 평안남도 안주군 안주면              | 1681년          | 1682년                           | |
| 영변 수충사(酬忠祠) | 청허 휴정·송운 유정                      | 평안도 영변       | 자강도 향산군 향암리                | 1794년          | 1794년                           | 승려를 모신 사우이다. |
| 평양 무열사(武烈祠) | 명나라 병부상서(兵部尙書) 석성(石星)     | 평안도 평양       | 평양시                              | 1593년          | 1593년                           | 명나라 장수 이여송·양원(楊元)·이여백(李如栢)·장세작(張世爵) 등을 추가 배향했다.                                                                   |
| 정주 표절사(表節祠) | 충렬공 정시(忠烈公 鄭蓍)를 비롯한 7의사  | 평안도 정주       | 평안북도 정주시                     | 조선 순조       | 1824년                           | 홍경래의 난 피해자. |

## 같이 보기
- 서원
- 흥선대원군
- 김병학

## 참고 자료
- 이 문서에는 다음커뮤니케이션(현 카카오)에서 GFDL 또는 CC-SA 라이선스로 배포한 글로벌 세계대백과사전의 "〈왕권의 재확립과 쇄국책〉" 항목을 기초로 작성된 글이 포함되어 있습니다.